# Krizový štáb
Krizový štáb je skupina osob, kterou si obvykle představený nějaké instituce či organizace zřizuje jako svůj pracovní orgán pro řešení krizových situací, katastrof a jiných ohrožení. Členy štábu jsou obvykle různí vedoucí pracovníci, kteří mohou v takových situacích pod vedením představeného koordinovat společnou činnost, shromažďovat a vyhodnocovat důležité informace, připravovat významnější rozhodnutí, uvádět je do praxe a vyhodnocovat jejich dopady.
V České republice je krizovým orgánem vlády Ústřední krizový štáb. Ministerstva a další významné úřady státní správy nebo samosprávy, případně i další instituce nebo firmy si rovněž zřizují krizové štáby, které mají zajistit spolupráci různých složek při vyhodnocování a řešení krizových stavů.